# Filinota
Filinota is een geslacht van vlinders van de familie sikkelmotten (Oecophoridae), uit de onderfamilie Depressariinae.

## Soorten
- F. crassitheranthes Meyrick, 1932
- F. dictyota Walsingham, 1912
- F. gratiosa Felder, 1875
- F. hermosella Busck, 1911
- F. ignita (Busck, 1912)
- F. ithymetra Meyrick, 1926
- F. lamprocosma Meyrick, 1926
- F. picticollis (Walsingham, 1912)
- F. regifica Meyrick, 1921
- F. rhodograpta Meyrick, 1915
- F. sphenoplecta Meyrick, 1921
- F. vociferans Meyrick, 1930